# 冀綺
冀綺（1437年—1510年），字文華，直隸揚州府高郵州寶應縣人，民籍。明朝政治人物。官至應天府府尹。

## 生平
成化元年（1465年）舉乙酉科應天府鄉試第三十八名。成化五年（1469年）乙丑科會試第六十二名，殿試登進士第二甲第三十八名，授戶部主事，陞員外郎、郎中，總理邊儲，累遷應天府府丞，南京太僕寺卿，官至應天府府尹。正德五年（1510年）八月卒。

## 家族
曾祖冀汝能，府同知。祖父冀輗。父冀良。